# Falerum
Falerum est une localité de Suède dans la commune d'Åtvidaberg située dans le comté d'Östergötland.
Sa population était de 223 habitants en 2019.